# Шамуратов, Абдулла Хусоимович
Абдулла Хусоимович Шамуратов (узб. Abdulla Xusoimovich Shomuratov; 1903, Ташкент, Ташкентский уезд, Сырдарьинская область, Туркестанский край, Российская империя — неизвестно) — советский узбекский хозяйственный, государственный и партийный деятель.

## Биография
Родился в 1903 году в Ташкенте. Член КПСС с 1929 года.
С марта 1917 года по июнь 1918 года работал в частном фруктовом саду в Ташкенте. С июня 1918 года по январь 1922 года работал каменщиком на конном заводе в Ташкенте. С марта 1922 года по май 1924 года работал в частном фруктовом саду в Ташкенте. С мая 1924 года по апрель 1925 года был кондуктором и водителем трамвая в Ташкенте.
С апреля 1925 года по октябрь 1926 года был заведующим экономикой семилетней школы при районном отделе народного образования в селе Той-Тюбе Ташкентского района.
С октября 1926 года по апрель 1929 года он был слушателем трехгодичных курсов хлопководческой школы при тресте «Узбеккоттовна» в Ташкенте.
С апреля по сентябрь 1929 года был заместителем председателя правления хлопкового общества в Беговатецком районе Ташкентского округа.
С сентября 1929 года по февраль 1930 года был начальником хлопководческой станции в Янгийюльском районе Ташкентского района. 
С 1930 года — на хозяйственной, общественной и политической работе. В 1930—1965 гг. — замзав ОРГО Янги-Юльского райколхозсоюза, сектором экономики труда 9-го Госстройтреста, начальник строительства хлопкозавода в Гиждуванском районе, 1-й секретарь Гиждуванского райкома КПУ, заведующий промышленно-транспортным отделом ЦК КП Узбекистана, 2-й секретарь Самаркандского обкома КПУ, 1-й секретарь Самаркандского обкома и горкома КПУ, 1-й секретарь Андижанского райкома КПУ, председатель Узбпромсовета кооперации, 1-й секретарь Ташкентского сельского райкома КПУ, заместитель председателя Совета Министров Узбекской ССР, нарком-министр коммунального хозяйства Узбекской ССР, заместитель управляющего делами ЦК КП Узбекистана.
Избирался депутатом Верховного Совета Узбекской ССР 2-го созыва.
Умер после 1991 года.